# شيريني سقاوة (مارغون)
شیریني سقاوة (بالفارسية: شیرینی سقاه) هي قرية تقع في إيران في قسم مارغون الريفي. يقدر عدد سكانها بـ 31 نسمة بحسب إحصاء 2016.